# Museologi
Museologi är läran om museet som fenomen och musealisering som praktik. Museologi som akademiskt ämne behandlar hur museerna genom sin samlande, katalogiserande och förmedlande verksamhet förvaltar och skapar kulturarv. I Sverige är museologin nära besläktad med fältet kulturarvsstudier, men har även kopplingar till arkiv- och informationsvetenskap och till ämnen som arkeologi, etnologi, historia, idéhistoria och konstvetenskap. Forskning och utbildning i museologi i Sverige omfattar därmed även musealisering utanför själva museet och museirummet, till exempel i arkiv och på besöksmål för turism. Den museala processen är det som står i fokus, det vill säga man studerar alla aspekter av museer och musealisering, från urval och insamling av information och föremål, till iscensättning och kommunikation av kunskap i text och bild, på museala platser och i museiutställningar . 

## Museologisk utbildning och forskning
Museologin etablerades först som ämne i utbildning och forskning i Tyskland under slutet av 1800-talet och har därefter utvecklats i olika internationella grenar i Europa och övriga världen. Museologin gjorde sitt intåg i den svenska universitetsvärlden på 1980-talet, då ämnet etablerades vid Umeå universitet. Umeå universitet är idag det enda svenska lärosätet med en professur i ämnet, där man kan studera museologi från grundnivå- till forskarutbildning. Kurser i musei- och kulturarvsstudier ges även vid Göteborgs universitet (masternivå), Lunds universitet (masternivå), Stockholms universitet (masternivå) samt Uppsala universitet (masternivå).
Svenska avhandlingar i museologi (vid Umeå universitet):  
- Helena Wangefelt Ström, Lighting candles before a headless Jesus: Sacred heritage, heritagized sacredness, and the many journeys between categories, 2022.
- Caroline Owman, Det meränmänskliga museet: Konservatorns bevarandepraktik som flyktlinje i modernitetens museum, 2021.
- Eva-Lena Bergström, Nationalmuseum i offentlighetens ljus: framväxten av tillfälliga utställningar 1866-1966, 2018.
- Olof Näsman, Samhällsmuseum efterlyses: Svensk museiutveckling och museidebatt 1965-1990, 2014.
- Märit Simonsson, Displaying Spaces: Spatial Design, Experience, and Authenticity in Museums, 2014.
- Bengt Wittgren, Katalogen – nyckeln till museernas kunskap? : Om dokumentation och kunskapskultur i museer, 2013.
- Eric Hedqvist, Varats och utvecklingens kedja : en naturhistorisk museiutställning i Göteborg 1923-1968, 2009.
- Lise Fosmo Talleraas, Et uregjerlig mangfold?: lokale og regionale museer som saksfelt i norsk kulturpolitikk 1900-cirka 1970,  2009.
- Maria Björkroth, Hembygd i samtid och framtid 1890-1930. En museologisk studie av att bevara och förnya, 2000.

Professuren i museologi vid Umeå universitet innehas sedan 2023 av Anna Hegardt Källén. Tidigare innehavare av professuren har varit Per-Uno Ågren (1995) och Kerstin Smeds (2003–2018). Andra forskare som har eller är verksamma i ämnet i Sverige är bland andra Inga-Lill Aronsson, Bodil Axelsson, Stefan Bohman, Annika Bünz, Lizette Gradén, Klas Grinell, Lotten Gustafsson Reinius, Björn Magnusson Staaf, Märit Simonsson, Fredrik Svanberg, Richard Pettersson och Olga Zabalueva. 
Internationellt har museologer som Tony Bennett, Bruno Brulon Soares, André Desvallés, Eilean Hooper Greenhill, Peter van Mensch, Susan M. Pearce, Georges Henri Rivière och Zbyněk Zbyslav Stránský varit betydelsefulla för ämnets utveckling.
Ämnets utveckling kan även kopplas till de internationella organisationerna ICOM (International Council of Museums) och ICOFOM (ICOM International Committee for Museology).
Tidskriften Nordisk Museologi publicerar aktuell forskning och vetenskaplig debatt på området.

## Ämnets historia och moderna museologiska praktiker
Museologi är en ung vetenskap. Man kan peka på enskilda internationella ansatser redan från 1930-talet, men för svensk del fick forskningen fäste i universitetsvärlden först i början av 1980-talet – utbildningen vid Umeå universitet är en pionjär i Norden med start 1981. Ämnet företräder ingen enhetlig teori eller metod utan använder sig av teorier från andra fält, såsom sociologi, konstvetenskap, historia, etnologi, relaterat till vad som specifikt ska utforskas eller analyseras. ”Museologin är en tvärvetenskaplig teoretisk och filosofisk plattform för ett studium av människans förhållande till tiden och den materiella världen omkring oss, och hur detta tar sig uttryck i musealisering, konservering och bruk av ting, miljö och arv”, som professor emeritus Kerstin Smeds formulerar det. Eller, som den finska professorn i museologi Janne Vilkuna säger: museologin är ”en vetenskapsgren som granskar individens och kollektivets sätt att gestalta och behärska sin miljö i tiden och rummet, vilket de gör genom att tillvarata yttringar från det förflutna och samtiden".  
För museernas del har förankringen i materialiteten, representerat såväl det egna institutionella som det allmänt samhällsrelaterade uppdraget. Vanligen har museet förklarat sitt samhällsuppdrag i stil med att: ”vi insamlar, bevarar och beforskar samhällets materiella kvarlevor och är därför en viktig garant för det kollektiva minnets fortlevnad och spridning”. Detta har sagts och gjorts under många decennier utan nämnvärd problematisering. Den teoretiska museologin har dock tagit fasta på att denna art av proklamationer i själva verket rymmer en uppsjö av outtalade praktiker, teorier och metoder. Själva hänvisningen till kollektivt minne grundas egentligen i den intrikata och historiskt diskursivt framvuxna museala huvuduppgiften: att insamla och uppvisa (materiell) ”kultur”, som i sin tur antas spegla utpekade immateriella kulturformer, exempelvis: det nationella, det regionala, det samiska, eller ”folkmusikkulturen”, etc. Museologin är den vetenskap som analyserar den mångfald av aspekter och förutsättningar som ryms inom denna historiskt framvuxna praktik. Museologi handlar om att förstå den unika form av objektrelaterad representationskultur som har knutits till museer och utvalda kulturmiljöer under, historiskt sett, modern tid.  
I och med byggandet av Nationalmuseum och Nordiska museet förs en diskussion om museerna och dess roll i samhället. Framförallt är museerna för den kulturella eliten i Sverige under slutet av seklet en del av formandet av en nation. Kulturpersonligheter som ordförande vid Kungl. Konstakademien Ludvig Looström hävdar att det vällovliga museet är det som söker finna sitt lands och folks själ. 
Den nationalistiska roll som museerna har i slutet av artonhundratalet skapar i förlängningen ett behov av kunskap om hur museerna effektivt ska kunna samla, bevarande och ställa ut föremål. Detta föranleder begynnande studier i det som senare kommer att kallas museologi. Föregångare till den moderna museologin är den museikunskap som fokuserar på hur museerna skall bedriva sin verksamhet. 
Den praktiskt inriktade museikunskapen kallas även för museografi men är inte ett ämne för högskolan. Däremot är de museologiska kunskaperna om hur museum fungerar högst centrala för den museala verksamheten, likväl som utbytet och utvecklandet av ämnet som sker både på museerna och universiteten.
Exempel på nyckelverk inom den moderna museologin är Eilean Hooper-Greenhills Museums and the Shaping of Knowledge (1992), Susan M. Pearces Museums, Objects and Collections (1992) och Tony Bennetts The Birth of the Museum (1995). Diskussionerna om avkolonialisering och repatriering av som har förts om museisamlingar under 2000-talet har även det återspeglats inom den museologiska forskningen, vilket bland annat har resulterat i utgivningen av antologiserien Decolonizing Museology, utgiven av ICOFOM (ICOM International Committee for Museology).

## Museologisk klassifikation
I museernas verksamhet ingår förutom införskaffandet av föremål till samlingarna även ett klassifikatoriskt arbete. Kataloger måste upprättas över samlingarna, och från den museologiska utgångspunkten innebär katalogiseringen att objekt klassificeras och ordnas i förhållande till andra delar av samlingarna. Ett bestämt antal egenskaper fastställs i utvinnandet av metadata för att sedan användas som nyckel i klassifikationen. Egenskaper används för att bestämma objektets klass. Denna relateras till andra klasser enligt ett klassifikationssystem, till exempel en taxonomi. 
På samma sätt som systema novum ordnar växter i ett system för att strukturera upp området och visa på vilken kunskap som är möjlig, är det viktigt för den museala verksamheten att objekten ingår i ett sammanhang och att objekten är ordnade och sökbara efter sina egenskaper. Egenskaper utläses inte enbart efter de nycklar som ligger till grund för en enskild klassifikation, utan även utifrån ett objekts position i klassifikationssystemet. 
Den som utför klassifikationen har alltså inte bara till uppgift att utvinna metadata och klassificera, utan också att bedöma vilka av objektets egenskaper som skall ligga till grund för klassifikationen. Yttre omständigheter som ett objekts ursprung likväl som dess inneboende egenskaper ska ligga till grund för klassifikationen. Klassifikationen är för museernas ett sätt att kondensera den kunskap som finns kring ett objekt.
Klassifikationssystemet utvecklas till ett träd med klasser och underklasser eller ett icke-hierarkiskt system med referenser mellan objekten. Oavsett vilket av systemen som upprättas implicerar det ett maktförhållande.
- Wikimedia Commons har media som rör Museologi.